# Liste der olympischen Medaillengewinner aus Deutschland/I
- Iby, Friederike
Olympische Sommerspiele 1936, (GER): Goldmedaille, Turnen „Mannschaft Frauen“
- Idem, Josefa
Olympische Sommerspiele 1984, (FRG): Bronzemedaille, Kanurennsport „K2 500 Meter Frauen“
- Ihbe, Ernst
Olympische Sommerspiele 1936, (GER): Goldmedaille, Bahnradsport „2000 Meter Tandem Männer“
- Ihle, Andreas
Olympische Sommerspiele 2004, (GER): Silbermedaille, Kanurennsport „K4 1000 Meter Männer“
Olympische Sommerspiele 2008, (GER): Goldmedaille, Kanurennsport „K2 1000 Meter Männer“
Olympische Sommerspiele 2012, (GER): Bronzemedaille, Kanurennsport „K2 1000 Meter Männer“
- Immel, Jan-Olaf
Olympische Sommerspiele 2004, (GER): Silbermedaille, Handball „Männer“
- Immesberger, Peter
Olympische Sommerspiele 1988, (FRG): Bronzemedaille, Gewichtheben „1. Schwergewicht Männer“
- Irmer, Karl-Heinz
Olympische Sommerspiele 1928, (GER): Bronzemedaille, Feldhockey „Männer“
- Irmscher, Harald
Olympische Sommerspiele 1972, (GDR): Bronzemedaille, Fußball „Männer“
- Islacker, Mandy
Olympische Sommerspiele 2016, (GER): Goldmedaille, Fußball „Frauen“
- Ismayr, Rudolf
Olympische Sommerspiele 1932, (GER): Goldmedaille, Gewichtheben „Mittelgewicht Männer“
Olympische Sommerspiele 1936, (GER): Silbermedaille, Gewichtheben „Mittelgewicht Männer“
- Itt, Edgar
Olympische Sommerspiele 1988, (FRG): Bronzemedaille, Leichtathletik „4-mal-400-Meter-Staffel Männer“